# Sudlersville (Maryland)
Sudlersville es un pueblo ubicado en el condado de Queen Anne en el estado estadounidense de Maryland. En el Censo de 2010 tenía una población de 497 habitantes y una densidad poblacional de 204,79 personas por km².

## Geografía
Sudlersville se encuentra ubicado en las coordenadas 39°11′3″N 75°51′20″O / 39.18417, -75.85556. Según la Oficina del Censo de los Estados Unidos, Sudlersville tiene una superficie total de 2.43 km², de la cual 2.43 km² corresponden a tierra firme y (0%) 0 km² es agua.

## Demografía
Según el censo de 2010, había 497 personas residiendo en Sudlersville. La densidad de población era de 204,79 hab./km². De los 497 habitantes, Sudlersville estaba compuesto por el 82.9% blancos, el 6.84% eran afroamericanos, el 0.2% eran amerindios, el 0.2% eran asiáticos, el 0% eran isleños del Pacífico, el 4.83% eran de otras razas y el 5.03% pertenecían a dos o más razas. Del total de la población el 7.44% eran hispanos o latinos de cualquier raza.